# Kaufhaus Kortum

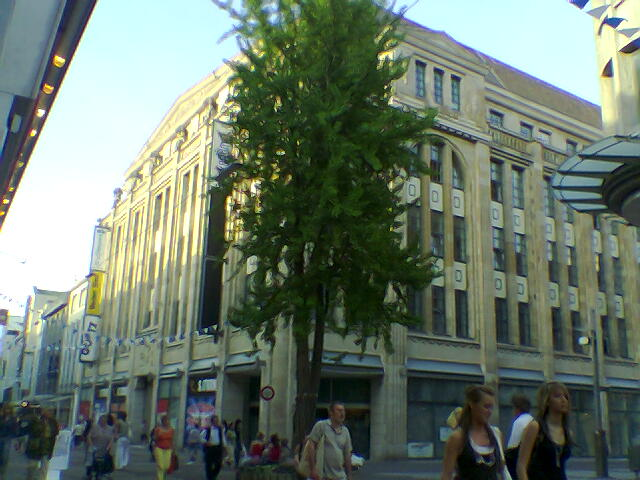
Warenhuis Kortum in Bochum

Kaufhaus Kortum was een traditioneel warenhuis in het centrum van Bochum.

## Geschiedenis
De bouwer en oorspronkelijke eigenaar was Gebr. Alsberg AG, dat behoorde tot de Keulse retailgroep van Siegfried en Alfred Alsberg, maar na een paar jaar zijn officiële hoofdkantoor naar Bochum verhuisde.
Het gebouw, dat tot 1933 bekend stond als Kaufhaus Alsberg, werd tussen 1914 en 1921 gebouwd door de Düsseldorfse architecten Walter Klose en Georg Schäfer. Het casco was al in 1915 klaar, maar de Eerste Wereldoorlog onderbrak de bouwwerkzaamheden en het gebouw deed dienst als voedselopslagplaats. Het stenen reliëf boven de voormalige hoofdingang van het Kaufhaus Alsberg en andere decoratieve elementen zijn gemaakt door de beeldhouwer Johannes Knubel. Het Kaufhaus Alsberg werd uiteindelijk geopend in oktober 1921.
De familie Alsberg werd in de loop van de arisering in 1933 door de nationaalsocialisten onteigend vanwege hun joodse afkomst en religieuze overtuiging. Het warenhuis werd omgedoopt tot "Kaufhaus Kortum", naar de arts, wetenschapper en dichter Carl Arnold Kortum. Op 6 mei 1933 verscheen er een laatste advertentie in de Bochumer Anzeiger, waarin het bedrijf vaak meerdere keren per week advertenties plaatste, met de naam Alsberg. Vanaf 9 augustus 1935 lag het "Certificaat van de succesvolle voltooiing van de arisering" in een vitrinekast bij de ingang van het warenhuis.
Alfred Alsberg werd door de nationaalsocialisten aangesteld als directeur van het warenhuis in Bochum omdat zijn vaardigheden nodig waren. Hij en zijn vrouw Martha werden in oktober 1941 naar het getto van Łódź (Litzmannstadt) gedeporteerd. Op 14 november 1943 stierf Alfred van de honger in het getto. 
Het gebouw werd zwaar beschadigd tijdens luchtaanvallen in de Tweede Wereldoorlog. Een gedeeltelijke heropening vond plaats in 1946. Het gebouw en vooral de gevel werden van 1947 tot 1949 hersteld door de Bochumse architect Heinrich Kirchmeier .
De economische voorspoed zorgde voor een bloei van Kaufhaus Kortum. Op de verschillende verdiepingen werden boeken, kleding, keukenartikelen en voedsel verkocht. Een liveband zorgde voor voortdurend vermaak in een café-restaurant. Tot eind jaren tachtig werden veel artikelen op de levensmiddelenafdeling traditioneel ‘los’ verkocht en verpakt, waaronder boter, meel en gebak.
Eind jaren tachtig werd het omgebouwd tot een winkelcentrum. De vierdelige tv-serie Der grosse Bellheim, die in 1993 werd uitgezonden en gaat over de economische problemen van een warenhuis, werd hier na sluitingstijd gefilmd.
Kort daarna kwam ook het echte Kaufhaus Kortum in financiële nood. Het werd gesloten en stond een tijdje leeg, waarna het verhuurd werd aan andere retailers.
Sinds 1996 is het gebouw een monument en werd van 1996 tot 2000 volledig gerenoveerd door architectenbureau SchürmannSpannel AG uit Bochum (architect Thomas Schmidt). De historische kenmerken, zoals de natuurstenen gevel en het historische trappenhuis, zijn behouden gebleven. Na de renovatie werd het warenhuis met winkels, kantoorruimte en praktijken in gebruik genomen als bedrijfsgebouw.